# Trachyderes
Trachyderes es un género de escarabajos longicornios de la tribu Trachyderini.

## Especies
- Trachyderes armatus Monne & Martins, 1973
- Trachyderes badius Dupont, 1840
- Trachyderes cauaburi Huedepohl, 1985
- Trachyderes cingulata Klug, 1825
- Trachyderes distinctus Bosq, 1951
- Trachyderes elegans Dupont, 1836
- Trachyderes hermani Huedepohl, 1985
- Trachyderes hilaris Bates, 1880
- Trachyderes latecinctus Martins, 1975
- Trachyderes leptomera Aurivillius, 1908
- Trachyderes melas Bates, 1870
- Trachyderes pacificus Huedepohl, 1985
- Trachyderes politus Bates, 1870
- Trachyderes succincta (Linnaeus, 1758)
- Trachyderes succincta duponti Aurivillius, 1912
- Trachyderes succincta flaviventris Aurivillius, 1909